# Vitalie Pîrlog
Vitalie Pîrlog, né le 28 juillet 1974, est un homme politique moldave. Le 9 septembre 2009, il est nommé Premier ministre par intérim, succédant ainsi à Zinaida Greceanîi. Il ne demeure en fonction que du 14 au 25 septembre 2009, avant de céder la place à Vlad Filat.

## Biographie
En juin 2024, le Parquet national financier français accuse publiquement Pîrlog d'avoir été à la tête d'un « schéma de corruption » alors qu'il était président de la commission de contrôle des fichiers d'Interpol (de 2017 à 2022). Ce schéma permettait à des personnes, recherchées en raison d'une notice rouge d'Interpol émise à leur encontre, d'effacer celle-ci en payant certains intermédiaires, en particulier en Moldavie.
En juin 2025, Pîrlog est arrêté aux Émirats arabes unis en raison d'un mandat d'arrêt de la France. Il est extradé le 18 juillet vers la France et mis en examen pour plusieurs chefs d'accusation dont « escroquerie en bande organisée », « trafic d'influence passif d'agent public étranger » et « corruption active en bande organisée d'agent public étranger ».